# Дозволена максимальна маса
Дозво́лена максима́льна ма́са — маса спорядженого транспортного засобу з вантажем, водієм і пасажирами, що встановлена технічною характеристикою транспортного засобу як максимально допустима. Дозволена максимальна маса автопоїзда — це сума дозволеної максимально допустимої маси кожного транспортного засобу, що входить до складу автопоїзда.